# Snooker Shoot Out 2023 (grudzień)
Snooker Shoot-Out 2023 (grudzień) – dziewiąty rankingowy turniej snookerowy w sezonie 2023/2024. Odbył się w dniach 6 – 9 grudnia 2023 roku w Swansea Arena w Swansea.
W meczu pierwszej rundy przeciwko Bulcsú Révészowi Shaun Murphy wbił jedyny w historii turniejów Shoot Out break maksymalny (147 punktów).

## Nagrody finansowe
- Zwycięzca: £50 000
- Finalista: £20 000
- Półfinał: £8 000
- Ćwierćfinał: £4 000
- Ostatnia 16: £2 000
- Ostatnia 32: £1 000
- Ostatnia 64: £500
- Ostatnia 128: £250
- Najwyższy break: £5 000

Łączna pula nagród: £171 000

## Wyniki turnieju

### Runda 1
6 grudnia – 14:00

- Chris Wakelin 72-62  Pang Junxu
- Joel Connolly 35-43  Jiang Jun
- Lü Haotian 52-53  Liam Davies
- Joe Perry 5-16  Alfie Davies
- Allister Carter 86-1  Ross Muir
- Andrew Pagett 6-77  Barry Pinches
- Shaun Liu 57-54  Ishpreet Singh Chadha
- Ryan Thomerson 1-13  Elliot Slessor
- Ricky Walden 35-42  Julian Bojko
- Alexander Ursenbacher 39-27  Ashley Hugill
- Zhou Yuelong 37-5  Stuart Carrington
- Graeme Dott 55-46  Sean O’Sullivan
- Andy Hicks 64-29  Martin O’Donnell
- Rod Lawler 31-33  Oliver Sykes
- Lukas Kleckers 84-29  Stuart Bingham
- Ken Doherty 5-109  Matthew Stevens

6 grudnia – 20:00

- Mark Allen 51-15  Ben Woollaston
- Michael White 92-0  Mohamed Ibrahim
- Allan Taylor 33-35  Oliver Brown
- Xing Zihao 31-42  Xu Si
- Mark Davis 94-8  Siripaporn Nuanthakhamjan
- Manasawin Phetmalaikul 31-32  Mostafa Dorgham
- Cao Yupeng 73-32  Sydney Wilson
- Thor Chuan Leong 26-39  David Gilbert
- Dominic Dale 64-1  Fan Zhengyi
- Duane Jones 82-0  Jenson Kendrick
- Andy Lee 11-75  Joe O’Connor
- Kyren Wilson 47-38  Daniel Wells
- Louis Heathcote 45-43  Xiao Guodong
- Liam Pullen 58-1  Yuan Sijun
- Ian Burns 61-0  Florian Nüßle
- Jimmy White 43-62  Zak Surety

7 grudnia – 14:00

- Jamie O’Neill 65-9  Riley Powell
- Adam Duffy 15-33  Jack Borwick
- Leone Crowley 9-64  Jackson Page
- Tian Pengfei 56-35  Alex Taubman
- Stan Moody 43-14  Rory McLeod
- Liam Highfield 37-87  Si Jiahui
- Oliver Lines 69-22  Ma Hailong
- Mohammad Asif 50-57  Zhang Anda
- Ryan Day 25-5  Anton Kazakow
- Jimmy Robertson 31-2  James Cahill
- Andrew Higginson 0-74  Julien Leclercq
- Dylan Emery 46-31  Wu Yize
- Steven Hallworth 48-14  Jamie Jones
- Sanderson Lam 62-30  Haydon Pinhey
- Mark Joyce 38-6  Rebecca Kenna
- Shaun Murphy 147-0  Bulcsú Révész

7 grudnia – 20:00

- Thepchaiya Un-Nooh 41-26  Liu Hongyu
- Himanshu Dinesh Jain 51-60  Robbie Williams
- He Guoqiang 9-47  Hammad Miah
- Peng Yisong 63-10  Ben Mertens
- David Lilley 99-28  Reanne Evans
- John Astley 3-37  Victor Sarkis
- Dean Young 59-31  David Grace
- Jordan Brown 30-29  Gary Wilson
- Ashley Carty 39-2  Jak Jones
- Long Zehuang 52-24  Tom Ford
- Anthony Hamilton 54-5  Nutcharut Wongharuthai
- Ahmed Aly Elsayed 47-50  Noppon Saengkham
- Alfie Burden 59-5  Aaron Hill
- Andres Petrov 19-31  Jamie Clarke
- Robert Milkins 51-33  Liam Graham
- Matthew Selt 4-68  Mark Williams

### Runda 2
8 grudnia – 14:00

- Dominic Dale 46-44  Shaun Murphy
- Dean Young 41-28  Shaun Liu
- Elliot Slessor 42-16  Oliver Sykes
- Ian Burns 0-90  Stan Moody
- Si Jiahui 72-9  Jordan Brown
- Allister Carter 16-6  Alfie Burden
- Mark Joyce 12-51  Steven Hallworth
- Lukas Kleckers 0-78  Zhou Yuelong
- Alexander Ursenbacher 68-11  Victor Sarkis
- Matthew Stevens 0-78  Thepchaiya Un-Nooh
- Sanderson Lam 58-5  Andy Hicks
- Liam Pullen 120-1  Jamie O’Neill
- Louis Heathcote 42-57  Liam Davies
- David Lilley 54-25  Jack Borwick
- Oliver Brown 1-69  Mark Allen
- Mostafa Dorgham 14-71  Kyren Wilson

8 grudnia – 20:00

- Chris Wakelin 44-46  Joe O’Connor
- Jiang Jun 0-76  Anthony Hamilton
- Long Zehuang 68-7  Noppon Saengkham
- Cao Yupeng 51-0  Julien Leclercq
- Jackson Page 5-72  Graeme Dott
- Mark Davis 50-21  Tian Pengfei
- David Gilbert 36-40  Jimmy Robertson
- Robbie Williams 8-62  Julian Bojko
- Peng Yisong 2-52  Michael White
- Barry Pinches 31-68  Duane Jones
- Alfie Davies 28-58  Dylan Emery
- Zak Surety 49-42  Zhang Anda
- Hammad Miah 30-9  Mark Williams
- Xu Si 47-42  Jamie Clarke
- Oliver Lines 56-16  Robert Milkins
- Ryan Day 48-20  Ashley Carty

### Runda 3
9 grudnia – 14:00

- David Lilley 1-101  Kyren Wilson
- Michael White 75-6  Joe O’Connor
- Alexander Ursenbacher 12-48  Steven Hallworth
- Sanderson Lam 36-58  Mark Allen
- Cao Yupeng 44-6  Thepchaiya Un-Nooh
- Julian Bojko 31-26  Anthony Hamilton
- Allister Carter 58-21  Dean Young
- Zhou Yuelong 23-66  Dominic Dale
- Duane Jones 40-56  Long Zehuang
- Elliot Slessor 65-42  Zak Surety
- Liam Davies 40-33  Dylan Emery
- Xu Si 9-20  Oliver Lines
- Mark Davis 46-15  Liam Pullen
- Graeme Dott 44-53  Jimmy Robertson
- Ryan Day 0-112  Si Jiahui
- Hammad Miah 61-34  Stan Moody

### Runda 4
9 grudnia – 20:00

- Dominic Dale 63-46  Julian Bojko
- Kyren Wilson 48-53  Si Jiahui
- Cao Yupeng 31-16  Hammad Miah
- Oliver Lines 10-19  Mark Allen
- Liam Davies 0-73  Mark Davis
- Long Zehuang 33-48  Steven Hallworth
- Elliot Slessor 50-36  Jimmy Robertson
- Michael White 27-32  Allister Carter

### Ćwierćfinały
9 grudnia – 22:00

- Cao Yupeng 39-13  Mark Davis
- Si Jiahui 18-52  Mark Allen
- Dominic Dale 19-52  Steven Hallworth
- Allister Carter 41-24  Elliot Slessor

### Półfinały
9 grudnia – 23:15
- Cao Yupeng 41-18  Allister Carter
- Steven Hallworth 8-60  Mark Allen

### Finał
| Finał: 1 frame Swansea Arena, Swansea, Walia, 9 grudnia 2023. Sędzia: Alex Crișan |        |            |
| Cao Yupeng                                                                        | 4 – 65 | Mark Allen |

## Breaki stupunktowe fazy głównej turnieju
- 147  Shaun Murphy[3][4]
- 101  Kyren Wilson[4]